# Psittirostre palila
Loxioides bailleui
Pour les articles homonymes, voir Palila.
Espèce
Statut de conservation UICN

 CR A4bce : 
En danger critique
Le Psittirostre palila ou palila en hawaïen (Loxioides bailleui) est une espèce de passereaux endémique d'Hawaï.

## Distribution
L’espèce occupait originellement tout le centre de l’île Hawaï, notamment les forêts reliant les trois volcans principaux : le Mauna Kea, le Mauna Loa et l’Hualalai. Sa distribution actuelle est limitée à un lambeau forestier, étroit et discontinu (absente dans le nord-ouest), en forme de couronne autour du Mauna Kea (Ottaviani 2020).
Dénomination
Oustalet, 1877, avait nommé cette espèce Loxioides bailleui dont le nom générique fait référence au genre Loxia et que l’on peut traduire par « ressemblant à un beccroisé». Il l’avait nommée en honneur à Théodore Ballieu (1828-1885), un consul français en poste à Honolulu qui collecta les premiers spécimens et les envoya au muséum de Paris. L’envoi de Ballieu, en 1877, comprenait une série de spécimens dont le type de l’espèce. Le nom scientifique d’origine a été mal orthographié (bailleui au lieu de ballieui) comme l’ont d’ailleurs fait remarquer Olson & James (1994a). Le nom hawaïen serait onomatopéique, le cri d’appel étant transcrit comme pa-li-la (Pratt 2005).
Habitat
Le psittirostre palila témoigne d’une évidente prédilection pour le mamane Sophora chrysophylla, parfois en association avec le naïo Myoporum sandwicense qu’il fréquente entre 2000 et 3000 m (Ottaviani 2020).
Alimentation
Le psittirostre palila consomme essentiellement des graines et des fleurs de mamane avec une préférence pour les premières quand les gousses sont encore vertes. Il se nourrit aussi des fruits du naïo, du physalis introduit Physalis peruviana et de chenilles. Il visite d’autres et arbustes comme le santal paniculé Santalum paniculatum, l’akoko Chamaesyce olowaluana, le pilo Coprosma montana, l’aheahea Chenopodium oahuense, l’aalii Dodonaea viscosa et la menthe grimpante Stenogyne microphylla mais on ignore encore ce qu’il exploite précisément dans ces plantes. Il consomme aussi des larves d’une phalène du mamane Cydia sp. Les jeunes sont nourris de fleurs et de graines de mamanes, et de chenilles (Pratt 2005, 2010). Les graines de mamanes contiennent un alcaloïde (quinolizidine) dont la dose de toxine varie selon les arbres. Les psittirostres palilas ne semblent pas affectés par leur toxicité mais ils évitent manifestement certains arbres supposés en contenir une grande quantité. Les auteurs ignorent comment les oiseaux reconnaissent  ces arbres (Ottaviani 2020).
Comportement alimentaire
Ottaviani (2020) a observé et photographié en août 2013 à 2800 m d’altitude sur un versant du Mauna Kea. Le mâle sélectionne une grappe de gousses encore vertes et attaque de son bec robuste le pédoncule puis la détache et l’emporte dans son bec jusqu’à une branche voisine pour la travailler ensuite dans de meilleures conditions. Il choisit alors un rameau horizontal sur lequel il cale la gousse en la maintenant entre ses doigts pour l’ouvrir et accéder aux graines. Ce comportement m’a fait penser à celui du bec-croisé des sapins Loxia curvirostra cisaillant un cône et le transportant sur une branche pour mieux l’exploiter. Parfois, il saisit une gousse qu’il exploite directement sur le rameau porteur. Le sol, au pied des mamanes, jonché de gousses vides et de graines résiduelles, traduit une intense activité de nourrissage. 
Voix
Le cri d’appel est transcrit par l’onomatopée pa-li-la, un doux sifflement rappelant celui de plusieurs carduélinés comme le dur-bec des sapins. Le chant est décrit comme un gazouillis prolongé et élaboré de type canari, incorporant des notes sifflées et flûtées, des trilles et des roulades (Pratt 2005). Ottaviani (2020) a entendu le cri du mâle, vif et aigu, qu'il a transcrit plutôt par un trisyllabique tiu-li-li dont l’enchaînement constitue le chant, une suite de tiu-li-li, tiu-li-li, tiuli-li clairs et sonores. Quand ces phrases sont émises sur un rythme plus rapide, elles rappellent les trilles perlés du chardonneret élégant. Je n’ai pas retrouvé d’imitation d’autres chants et il faut rester prudent car on peut parfois retrouver des éléments du chant d’une autre espèce sans qu’il s’agisse réellement d’imitation.
Parade nuptiale
En début de saison, le mâle exécute un vol nuptial bas avec de lents battements d’ailes suivi d’un court vol plané et lance régulièrement des courses-poursuites contre d’autres mâles voisins. Il s’adonne également à une parade de nourrissage envers la femelle pendant tout le cycle de reproduction, ce rituel régressant en fin de saison et laissant place à un simple « baiser des becs » sans transfert de nourriture (Ottaviani 2020).
Nidification
Le nid consiste en une assise de brindilles que les parents prélèvent directement sur l’arbre sur lequel repose une coupe de tiges de plantes herbacées mêlées à de la laine de mouton avec un revêtement intérieur de radicelles, de fines tiges d’herbes et d’un lichen filamenteux (Usnea sp.). Il mesure 15 cm de largeur sur 8 cm de hauteur avec la coupe interne de 7,5 cm de diamètre et 4 cm de profondeur. La femelle pond de un à trois oeufs (généralement deux) blancs avec de petites taches brun rougeâtre concentrées sur le gros pôle (Ottaviani 2020).
Biologie de reproduction
En début de cycle, le mâle revendique un petit territoire par son chant et chasse tout congénère de la proximité de sa femelle. Dès le début de l’incubation, la protection est davantage centrée sur le nid et ses environs immédiats mais la défense du territoire est abandonnée quand les jeunes sont emplumés, prêts à l’envol. Les résultats du baguage montrent une nette fidélité au site. Certains individus reviennent l’année suivante à l’endroit même où ils sont nés, une femelle ayant même été reprise trois années consécutives sur le même lieu. Les nids sont répertoriés de mars à septembre avec des jeunes emplumés de mai à septembre. 23 des 26 nids découverts sont placés sur des mamanes, les grands arbres de six à neuf mètres de haut étant les préférés. Ils sont construits en moyenne à 5,20 m de hauteur. 15 sont situés sur des branches horizontales, 7 sur des fourches latérales et 4 sur des fourches terminales. Un ensemble de trois petites branches se rejoignant et formant une petite coupe naturelle pour y déposer le nid est privilégié. L’emplacement est sélectionné par la femelle et la construction lui incombe presque entièrement mais la durée varie beaucoup, de 7 à 20 jours. Le mâle participe en aidant la femelle à incorporer des rameaux pour constituer l’assise mais seulement en début de construction. Ces brindilles sont cassées et collectées sur l’arbre abritant le nid. Après la construction de la coupe, la femelle passe de longs moments à tapisser l’intérieur. La ponte régulière est de deux oeufs pondus tôt le matin (avant 8 heures) à raison d’un oeuf par jour. La couvaison incombe exclusivement à la femelle et dure 15-16 jours avec, en moyenne, un peu plus de 75 % du temps passé au nid. Après l’éclosion des oisillons, elle retire les coquilles. Le mâle aide la femelle à nourrir les jeunes mais elle passe toujours plus de temps que lui à cette tâche. Dans les deux premiers jours, ils sont nourris d’aliments régurgités (fleurs et bourgeons de mamane) et, à partir troisième jour, ils reçoivent un mélange de graines de mamanes et d’insectes. Les deux parents retirent les sacs fécaux jusqu’au quatrième jour, puis ils commencent à les laisser s’accumuler sur le rebord du nid, ces sacs devenant très abondants le huitième jour. Le psittirostre palila est tributaire du mamane, la pleine période de reproduction coïncidant avec la fructification de cet arbre, de juin à août. Mais la disponibilité des graines est très variable et, en cas de saison particulièrement sèche et donc de faible production, il ne se reproduit pas (van Riper 1980). Comme les becs-croisés (Loxia sp.) avec les résineux, le psittirostre palila est capable d’ajuster sa période de nidification avec la maturation des mamanes. Malgré ce long cycle de reproduction (2 à 3 mois avec un maximum de 6 à 8 mois), une seule nichée annuelle de deux jeunes est de règle. La principale cause de cette durée est le lent développement des jeunes, mettant 22 ou 23 jours pour quitter le nid. Van Riper pense que cette lenteur est le résultat d’une évolution particulière à Hawaï où il n’y avait pas, à l’origine, de prédateurs terrestres. Après la saison de reproduction, les palilas forment des groupes erratiques et suivent les variations locales de fructification des mamanes. La mue a lieu de fin juillet à début décembre avec des chevauchements entre les périodes de reproduction et de mue (van Riper 1980). 
Statut, conservation
L’espèce fréquentait originellement les forêts sèches d’altitude (entre 1500 et 3000 m) à Hawaï mais des spécimens partiellement fossilisés ont été découverts des forêts de basse altitude à Oahu (Olson & James 1982b) et à Kauai (Burney et al. 2001). En 1997, son aire de distribution couvrait 78 km² avec une population estimée à 4400 individus essentiellement répartis sur 20,5 km² sur le versant ouest du Mauna Kea, abritant 72 % de la totalité des effectifs. À partir de 2003, l’espèce s’inscrit dans un contexte de déclin important avec une perte de 58% de la population totale entre 2003 et 2007. Une importante fluctuation d’effectifs est observée en 2008 avec 2650 individus, en 2009 avec 2500 spécimens et en 2010 seulement 1200. La petite population réintroduite sur le versant nord a disparu et l’espèce n’a pas été revue sur le versant est en 2004 (BirdLife International 2015).  
Menaces
L’espèce est actuellement considérée comme « en danger critique » du fait de deux causes principales : la dégradation de l’habitat occasionnée par les activités humaines et la prédation par les rats introduits par les Polynésiens. Le bétail introduit par les Européens a occasionné un surpâturage dégradant gravement la forêt d’altitude et les chats, également importés par ces derniers, se sont révélés de redoutables prédateurs d’adultes et de jeunes au nid (BirdLife International 2015). Le psittirostre palila est étroitement inféodé au mamane dont il est tributaire pour le perchage, l’alimentation et la nidification. Il n’est donc pas étonnant de constater que l’oiseau tend à disparaître avec l’arbre. L’espèce semble s’être déjà raréfiée avec la venue des premiers Polynésiens mais elle a décliné, de façon plus rapide, à l’arrivée des Européens avec leurs cohortes de chevaux, boeufs et chèvres redevenus sauvages qui saccagèrent la flore. Les seconds ont parachevé l’action destructrice des premiers (Ottaviani 2020).
Actions de conservation
Depuis les années 1980, des actions ont été conduites afin de restaurer l’habitat et d’éradiquer les animaux introduits par l’homme. Des opérations de transfert d’oiseaux sauvages et de lâchers d’individus issus de l’élevage de conservation sont menées afin de re-dynamiser les populations fragilisées. La reproduction en captivité est réalisée au Keahou Bird Conservation Center depuis 1996 (BirdLife International 2015). Ottaviani (2020) a montré qu’il existe deux populations isolées sur le Mauna Kea, l’une, la plus importante, sur le Puu Laau, versant sud-ouest, et l’autre, plus petite, sur le Kanakaleonui, versant est. Elles présentent une assez faible différence d’allèles ce qui suggère qu’elles n’ont pas été séparées depuis très longtemps. Des spécimens de l’une peuvent donc être transférés pour appuyer les effectifs de la seconde en cas de besoin. Selon Pratt (2010), les plans de conservation visant à limiter le surpâturage par le bétail ont conduit à une certaine régénération des mamanes mais pas à une reconstitution des effectifs des palilas. Au contraire, une perte de 58% des effectifs entre 2003 et 2008 aboutit, selon une projection, à une extinction de l’espèce en 2013.
Ottaviani (2020) a trouvé l’espèce relativement commune en août 2013 sur le versant ouest de la réserve du Mauna Kea et, d’après des informations recueillies auprès de naturalistes de l’USFWS, elle est régulièrement observée seulement sur ce secteur de Puu Laau. En revanche, des efforts doivent être poursuivis sur les versants nord et est, où elle est rare voire absente et dans la forêt d’Hakalau, à l’est du Mauna Kea. La situation reste donc critique pour cette espèce « sous perfusion » qui peine à s’accommoder des habitats dégradés par les activités humaines, et seules une régénération des mamanes et une éradication des animaux introduits la sauveront de l’extinction. L’espèce est reproduite en captivité au centre d’élevage de Keauhou mais aussi à celui de Maui (Maui Bird Conservation Center) avec un couple ayant généré en 2014 six jeunes viables et donc susceptibles d’être lâchés en milieu naturel (MBCC in litt. 2014). L’élevage de conservation du psittirostre palila au Keauhou Bird Conservation Center et la préparation de pépinières de mamanes en vue de régénérer des zones dégradées du Mauna Kea sont bien expliqués dans le DVD de Sumiye (2010). Une partie des bénéfices de la vente de son film servira à soutenir le plan de conservation « Mauna Kea Forest Restoration Project » (http://hawp.org/mauna-kea-forest-restoration-project/) ou « Restore Mauna Kea » (http://dlnr.hawaii.gov/restoremaunakea/).
Bibliographie
- Ottaviani, M. (2020). Monographie des Fringilles - les drépanis des îles Hawaï (carduélinés, drépanini) - Histoire naturelle et photographies. Volume 4, 408 pages. Editions Prin, France.
- Pratt, H. D. (2005). The Hawaiian Honeycreepers. Oxford University Press, New York. Pratt, H. D. (2010). Family Drepanididae (Hawaiian Honeycreepers). In del Hoyo, J., Elliott, A. & Christie, D. Handbook of the Birds of the World. Weavers to New World Warblers. Volume 15. pp. 618-659. Lynx Edicions, Barcelona.
- van Riper, C., III. (1980). Observations on the breeding of the Palila Psittirostra bailleui of Hawaii. Ibis 122: 462-475.

- (fr) Oiseaux.net : Loxioides bailleui (+ répartition)
- (en) Congrès ornithologique international : Loxioides bailleui dans l'ordre Passeriformes
- (fr + en)  Avibase : Loxioides bailleui (+ répartition)
- (en) Animal Diversity Web : Loxioides bailleui
- (en) NCBI : Loxioides bailleui (taxons inclus)
- (en) UICN : espèce Loxioides bailleui (Oustalet, 1877) (consulté le 31 mai 2015)
- (en) Fonds documentaire ARKive : Loxioides bailleui